# 塔海瓦鄉

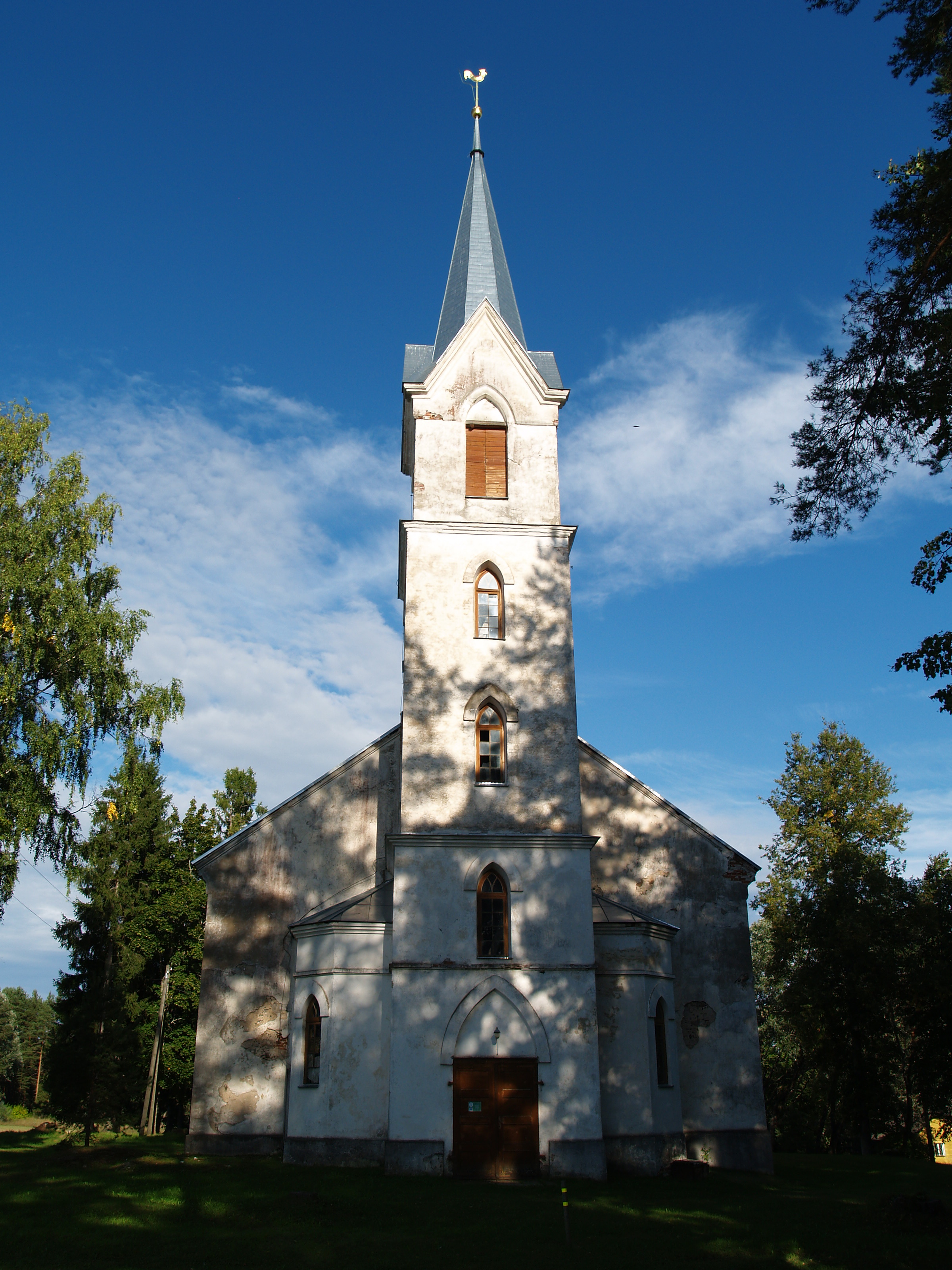
哈尔格拉教堂

塔海瓦鄉，曾是愛沙尼亞瓦爾加縣的一個鄉村型市镇，位於該國南部，行政中心設於拉內梅察，面積205平方公里，2010年人口925，人口密度每平方公里5人。
2017年爱沙尼亚行政改革后，塔海瓦市镇与其他市镇一起合并为新的瓦尔加市镇。
57°37′47″N 26°20′15″E / 57.62972°N 26.33750°E